# Kodyma
Kodyma (en ukrainien : Кодима ; en russe : Кодыма) est une petite ville de l'oblast d'Odessa, en Ukraine. Sa population s'élevait à 8 627 habitants en 2018.

## Géographie

### Situation
Kodyma est située à 136 km au sud-est de Vinnytsia, à 217 km au nord-ouest d'Odessa et à 281 km au sud-sud-ouest de Kiev.

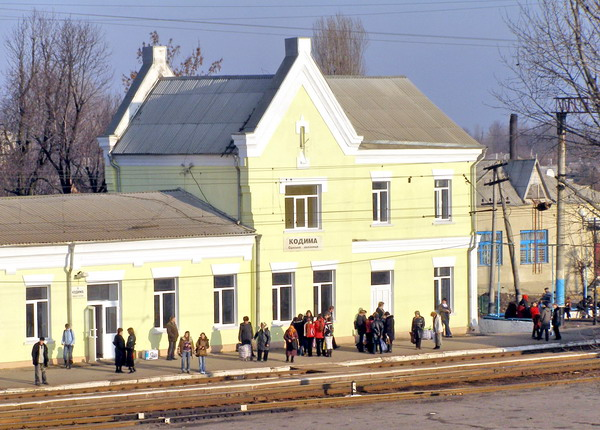
Vue de la gare.

## Histoire
Le village de Kodyma fut élevé au statut de commune urbaine en 1938, puis à celui de ville en 1979.

## Population

### Démographie
Recensements (*) ou estimations de la population :
| 1959* | 1970* | 1979*  | 1989*  |
| ----- | ----- | ------ | ------ |
| 6 855 | 8 929 | 10 919 | 11 531 |

| 2001* | 2010  | 2011  | 2012  |
| ----- | ----- | ----- | ----- |
| 9 634 | 8 958 | 8 932 | 8 925 |

| 2013  | 2014  | 2015  | 2016  |
| ----- | ----- | ----- | ----- |
| 8 865 | 8 860 | 8 818 | 8 796 |

| 2017  | 2018  | - | - |
| ----- | ----- | - | - |
| 8 698 | 8 627 | - | - |

### Nationalités
Le principal groupe ethnique de Kodyma est constitué par les Ukrainiens (91,0 % de la population), suivi par les Russes (4,7 %) et les Moldaves (2,7 %).

## Personnalités
Boris Choukhov (1947), coureur cycliste, champion olympique, est né à Kodyma.